# Вільям Візерінг
Вільям Візерінг (англ. William Withering, 17 березня 1741 — 6 жовтня 1799) — британський (англійський) ботанік, міколог, геолог, хімік та лікар.

## Біографія
Вільям Візерінг народився 17 березня 1741 року у Веллінгтоні, Шропшир.
У 1762 році у віці 21 року він вступив до Единбурзького університету.
У 1775 році Візерінг скориставшись списком з 20 трав, які нібито застосовувала знахарка графства Шропшир, вирішив перевірити їхню дію. Результатом цього експерименту було відкриття наперстянки, або дигіталісу.
Вільям Візерінг помер від туберкульозу в Бірмінгемі в жовтні 1799 року у віці 58 років.

## Наукова діяльність
Вільям Візерінг спеціалізувався на папоротеподібних, мохоподібних, водоростях, насіннєвих рослинах та на мікології.

## Публікації
- 1766: Dissertation on angina gangrenosa[11].
- 1773: Experiments on different kinds of Marle found in Staffordshire. Phil Trans. 63: 161—2[11].
- 1776: A botanical arrangement of all the vegetables growing in Great Britain… (two volumes) Publ Swinney, London[11].
- 1779: An account of the scarlet fever and sore throat, or scarlatina; particularly as it appeared at Birmingham in the year 1778. Publ Cadell London[11].
- 1782: An analysis of two mineral substance, vz. the Rowley rag-stone and the toad stone. Phil Trans 72: 327—36[11].
- 1783: Outlines of mineralogy. Publ Cadell, London (a translation of Bergmann's Latin original)[11].
- 1784: Experiments and observations on the terra ponderosa. Phil trans 74: 293—311[11].
- 1785: An account of the foxglove and some of its medical uses; with practical remarks on the dropsy, and some other diseases. Publ Swinney, Birmingham[11].
- 1787: A botanical arrangement of British plants… 2nd ed. Publ Swinney, London[11].
- 1788: Letter to Joseph Priestley on the principle of acidity, the decomposition of water. Phil Trans 78: 319—330[11].
- 1790: An account of some extraordinary effects of lightning. Phil Trans 80: 293—5[11].
- 1793: An account of the scarlet fever and sore throat… 2nd ed Publ Robinson, London[11].
- 1793: A chemical analysis of waters at Caldas[11].
- 1794: A new method for preserving fungi, ascertained by chymical experiments. Trans Linnean Soc 2: 263—6[11].
- 1795: Analyse chimica da aqua das Caldas da Rainha. Lisbon (a chemical analysis of the water of Caldas da Rainha)[11].
- 1796: Observations on the pneumatic medicine. Ann Med 1: 392—3[11].
- 1796: An arrangement of British plants… 3rd ed. Publ Swinney, London[11].
- 1799: An account of a convenient method of inhaling the vapour of volatile substances. Ann Med 3: 47—51[11].